# Conan (együttes)
A Conan brit doom metal együttes.

## Története
2006-ban alakult Londonban. Eredetileg duóként működött, a következő felállással: Jon Davis - gitár, ének és Richie Grundy - dob.  Grundy ezek után kiszállt a zenekarból, helyére Paul O'Neil került. Ezután egy évig szünetet tartott a zenekar, majd újból összeállt. Jelenleg trióként működik.

## Tagok
Jelenlegi tagok
- Jon Davis - ének, gitár (2006-2008, 2009–)
- Chris Fielding - basszusgitár (2013–)
- Johnny King - dob (2017–)

## Korábbi tagok
- Richie Grundy - dob (2006)
- Paul O'Neil - dob (2007–2008, 2009–2014)
- John McNulty - basszusgitár (2009–2010)
- Dave Perry - basszusgitár, ének, szintetizátor (2011)
- Phil Coumbe - basszusgitár, ének (2011–2013)
- Rich Lewis - dob (2014–2017)

## Diszkográfia
Stúdióalbumok
- Monnos (2012)
- Blood Eagle (2014)
- Revengeance (2016)
- Existential Void Guardian (2018)

EP-k 
- Battle in the Swamp (demó, 2007)
- Horseback Battle Hammer (2010)

Split lemezek
- Conan vs. Slomatics (2011)
- Conan / Bongripper (2013)

Koncert albumok
- Mount Wrath: Live At Roadburn 2012 (2013)
- Live At Bannermans (2015)